# Belagavi (Distrikt)
Der Distrikt Belagavi (Kannada: ಬೆಳಗಾವಿ ಜಿಲ್ಲೆ; auch Belgaum) ist ein Distrikt im indischen Bundesstaat Karnataka. Verwaltungssitz ist die namensgebende Stadt Belagavi.

## Geografie
Der Distrikt Belagavi liegt im Nordwesten Karnatakas an der Grenze zu den Nachbarbundesstaaten Maharashtra und Goa. Nachbardistrikte sind Vijayapura und Bagalkot im Osten, Gadag im Südosten, Dharwad und Uttara Kannada im Süden (alle Karnataka), sowie in Goa North Goa im Westen und in Maharashtra Sindhudurg und Kolhapur im Nordwesten und Sangli im Norden.

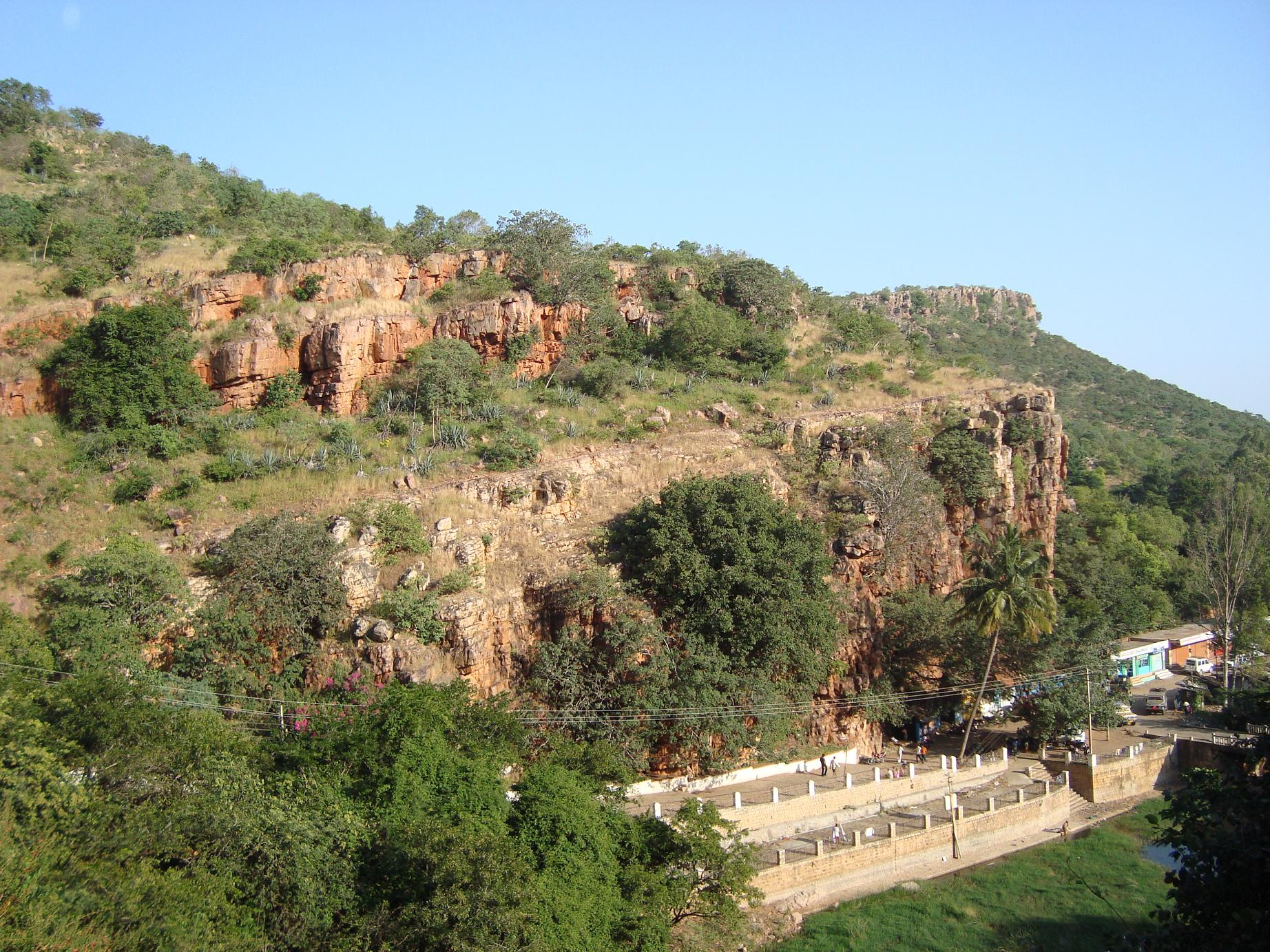
Felsenlandschaft bei Sogal

Mit einer Fläche von 13.415 Quadratkilometern ist der Distrikt Belgaum der größte Distrikt Karnatakas. Das Distriktgebiet gehört zum Hochland von Dekkan und stellt sich größtenteils als Hochebene mit einer durchschnittlichen Höhe von 600 bis 700 Metern über dem Meeresspiegel dar, die hier und da von Hügelketten durchbrochen wird. Im Westen an der Grenze zu Goa hat der Distrikt Belagavi Anteil an den Bergen der Westghats. Die wichtigsten Flüsse im Distriktgebiet sind der Krishna sowie seine Zuflüsse Ghataprabha und Malaprabha. Alle drei entspringen in den Westghats und fließen in östlicher Richtung durch den Distrikt Belagavi. Der Ghataprabha überwindet bei Gokak die 52 Meter hohen Gokak-Fälle. In westlicher Richtung fließt der Mandovi, der im Distrikt Belagavi entspringt und in Goa in das Arabische Meer mündet.
Der Distrikt Belagavi ist in die zehn Taluks Chikodi, Athni, Raybag, Gokak, Hukeri, Belagavi, Khanapur, Sampgaon, Parasgad und Ramdurg unterteilt.

## Geschichte

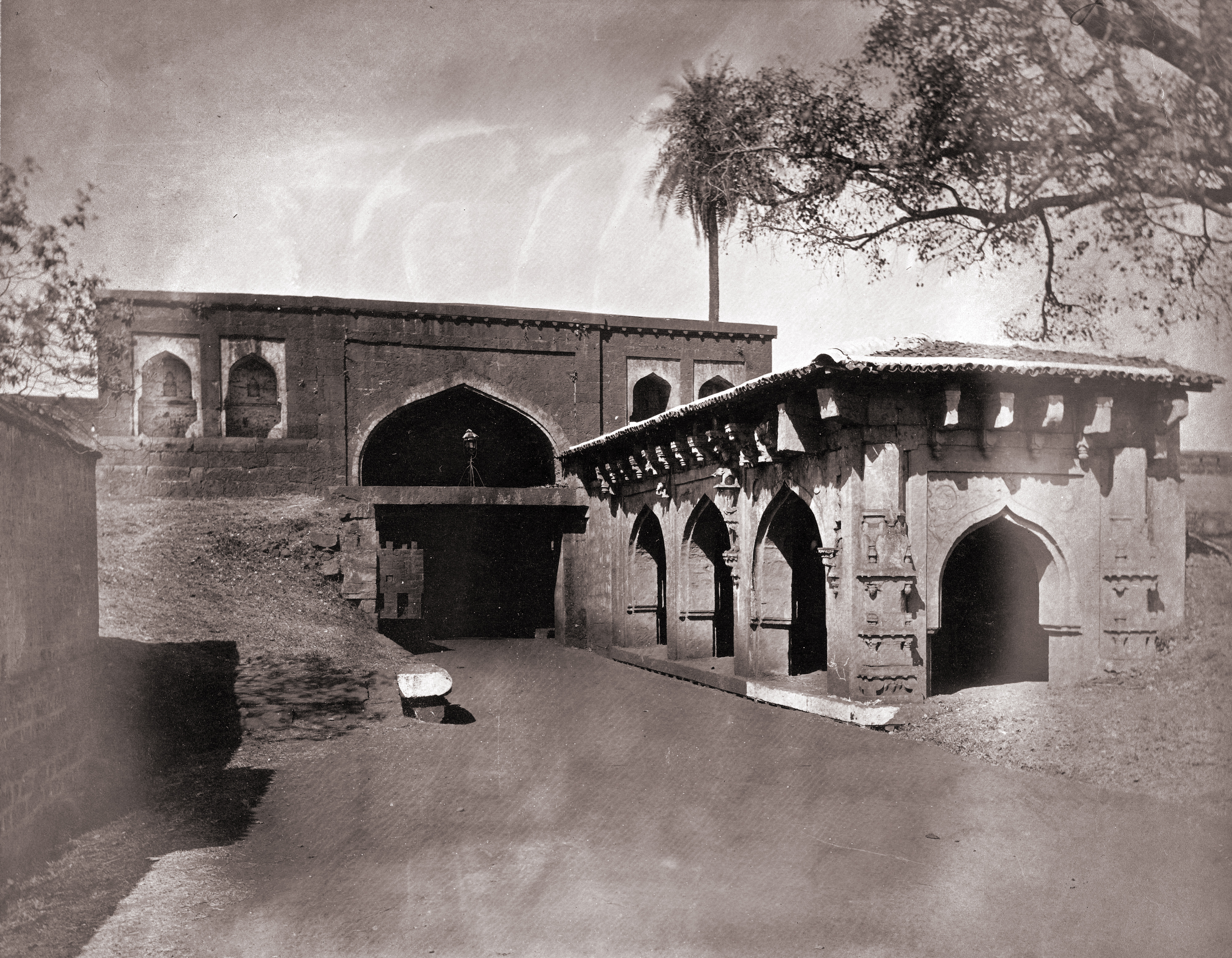
Das Fort von Belagavi (1874)

Das Gebiet von Belagavi stand im Laufe seiner Geschichte unter der Herrschaft verschiedener Herrscherdynastien: Im 12. Jahrhundert gründeten die Dynastie der Ratta Belagavi als ihre Hauptstadt, im 13. Jahrhundert eroberten die Yadava die Stadt. Im 14. und 15. Jahrhundert wurde das Gebiet sukzessive von dem Sultanat Delhi, dem Vijayanagar-Reich, den Bahmaniden und dem Sultanat Bijapur beherrscht. Im späten 17. Jahrhundert kam Bijapur an das Mogulreich, ehe es im frühen 18. Jahrhundert von den Marathen erobert wurde. Im Dritten Marathenkrieg kam Belagavi schließlich 1818 unter britische Herrschaft. Die Briten gliederten das Gebiet in die Provinz Bombay ein. Anfangs gehörte das Gebiet zum Distrikt Dharwad, ehe 1836 aus dessen Nordteil der Distrikt Belgaum gebildet wurde. Einige der Marathen-Königreiche blieben aber als nominell unabhängige Fürstenstaaten unter britischer Oberhoheit bestehen. Innerhalb des Distrikts Belgaum befanden sich der Fürstenstaat Ramdurg sowie zahlreiche zersplitterte Exklaven von Kolhapur, Sangli, Kurundwad und Miraj.
Nach der indischen Unabhängigkeit 1947 kam der Distrikt Belgaum zum Bundesstaat Bombay. Die Fürstenstaaten wurden wenig aufgelöst und ihre Exklaven in den Distrikt Belgaum eingegliedert. Als die indischen Bundesstaaten 1956 nach den Sprachgrenzen neu formiert wurden, entwickelte sich die Zugehörigkeit des Distrikts Belgaum zur Streitfrage. Von elf Taluks des Distrikts waren zu dem Zeitpunkt drei überwiegend marathisprachig. In der Distrikthauptstadt Belgaum stellten Marathi-Sprecher etwas mehr als die Hälfte der Bevölkerung. In den restlichen acht Taluks war Kannada die vorherrschende Sprache. Letztlich kam der Distrikt Belgaum durch den States Reorganisation Act zum kannadasprachigen Bundesstaat Mysore (1973 umbenannt in Karnataka). Nur der Taluk Chandgad, in dem Marathi-Sprecher mehr als 90 Prozent der Bevölkerung ausmachten, wurde dem Distrikt Kolhapur zugeschlagen und in den marathisprachigen Bundesstaat Bombay (ab 1960 Maharashtra) eingegliedert. Maharashtra erhebt aber bis heute Anspruch auf den Distrikt. 2014 wurde er in „Distrikt Belagavi“ umbenannt.

## Bevölkerung
Bei der indischen Volkszählung 2011 hatte der Distrikt Belagavi 4.779.661  Einwohner. Damit war er gemessen an der Einwohnerzahl nach Bengaluru Urban der zweitgrößte Distrikt Karnatakas. Zwischen 2001 und 2011 wuchs die Einwohnerzahl um 13,4 Prozent an. Das Bevölkerungswachstum war damit etwas niedriger als im Mittel Karnatakas (15,7 Prozent). Die Bevölkerungsdichte lag mit 356 Einwohnern pro Quadratkilometer über dem Durchschnitt des Bundesstaates (319 Einwohner pro Quadratkilometer). 25,3 Prozent der Einwohner des Distrikts Belagavi lebten in Städten. Der Urbanisierungsgrad lag damit unter dem Mittelwert Karnatakas (38,6 Prozent). Die Alphabetisierungsquote war mit 73,5 Prozent unwesentlich niedriger als der Durchschnitt des Bundesstaates (75,6 Prozent).
Unter den Einwohnern des Distrikts Belagavi stellen nach der Volkszählung 2001 Hindus mit 84,6 Prozent die deutliche Mehrheit. Muslime machen 10,5 Prozent der Distriktbevölkerung aus. Daneben gibt es eine außergewöhnlich große Jaina-Minderheit von 4,0 Prozent. Neben den Sprechern des Kannada, der Hauptsprache Karnatakas, gibt es im Distrikt Belagavi eine große Zahl von Marathi-Sprechern. Unter den Muslimen ist außerdem, wie in den meisten Teilen Karnatakas, das Urdu verbreitet.

## Städte
| Stadt               | Einwohner (2001) |
| ------------------- | ---------------- |
| Athni               | 39.200           |
| Bail Hongal         | 43.215           |
| Belagavi            | 399.600          |
| Belagavi Cantonment | 23.678           |
| Chikodi             | 32.820           |
| Gokak               | 67.166           |
| Gokak Falls         | 10.042           |
| Hindalgi            | 10.857           |
| Hukeri              | 19.906           |
| Kangrali (BK)       | 8.414            |
| Kangrali (KH)       | 8.423            |
| Khanapur            | 16.563           |
| Konnur              | 17.978           |
| Kudchi              | 19.852           |
| Londa               | 6.276            |
| Mudalgi             | 29.894           |
| Nipani              | 58.061           |
| Ramdurg             | 31.822           |
| Raybag              | 15.924           |
| Sadalgi             | 20.207           |
| Sankeshwar          | 32.511           |
| Saundatti-Yellamma  | 38.212           |